# Astoria Bridge
Die Astoria Bridge (auch Astoria-Megler Bridge, Columbia River (Astoria) Bridge) ist eine Straßenbrücke über den an dieser Stelle 6 km breiten, die Grenze zwischen den US-Bundesstaaten Oregon und Washington bildenden Columbia River.

## Lage
Die Astoria Bridge ist die letzte Brücke vor der etwa 20 km entfernten Mündung  des Columbia Rivers in den Pazifik. Sie war das fehlende Verbindungsstück, um die U.S. Route 101 entlang der Westküste der USA zwischen Olympia im Norden und Los Angeles im Süden durchgehend befahrbar zu machen. Das südliche Ende der Brücke steht in Astoria (Oregon), ihr anderes am Point Ellice, einem Bergvorsprung bei der Ansiedlung Megler, wo früher der Schiffsanleger für die Fähre nach Astoria betrieben wurde.
Der Fluss ist an dieser Stelle zwar rund 6 km breit, aber meist flach. Die 12,19 m (40 ft) tiefe und schmale Fahrrinne für die bis Portland fahrenden Hochseeschiffe verläuft unmittelbar vor dem Ort Astoria; jenseits von ihr liegen die Desdemona Sands, eine sich bis über die Flussmitte hinaus erstreckende und bei Ebbe teilweise trocken fallende Sandbank. Vor dem nördlichen Ufer gibt es veränderliche Fahrrinnen mit etwas tieferem Wasser, das von kleineren Schiffen befahren werden kann.

## Beschreibung
Aufgrund dieser örtlichen Verhältnisse musste die Brücke unmittelbar am Ufer von Astoria bereits die für die Schiffe erforderliche lichte Höhe von 60 m und eine ausreichend breite Öffnung haben, während ein langer Abschnitt in der Mitte des Flusses in geringer Höhe überquert werden konnte. Erst am nördlichen Ende mussten etwas höhere Brücken die Durchfahrt auf den veränderlichen Fahrrinnen ermöglichen.
Die in den Jahren 1962 bis 1966 erstellte Brücke besteht daher aus einer Reihe unterschiedlicher Bauwerke: Von dem am Flussufer liegenden Astoria steigt die Zufahrt zu der großen Fachwerkbrücke hinauf, unter deren Hauptöffnung die Schifffahrtsrinne verläuft. Danach wird die Fahrbahn über vier Fachwerkträger und vier Brückenfelder aus Beton hinunter zu einer aus 140 Feldern bestehenden, 3,4 km langen Betonbrücke knapp über dem Fluss geführt. An ihrem Ende steigt die Fahrbahn über 8 Betonfelder zu der stählernen Brücke vor dem nördlichen Ufer, die aus 7 Fachwerkträgern mit gebogenen Obergurten besteht. Eine kurze Balkenbrücke stellt schließlich die Verbindung mit dem Ufer her.
Die Brücke hat zwei Fahrstreifen und zwei schmale, nur durch weiße Linien abgetrennte Radwege für die gelegentlichen Radfahrer auf langen Touren. Fußgänger sind auf der Brücke nicht zugelassen, außer einmal im Jahr zu einer großen Laufveranstaltung.
Die Brücke hatte sich bis Ende 1993 durch Mauteinnahmen amortisiert und ist seitdem mautfrei.

### Technische Einzelheiten

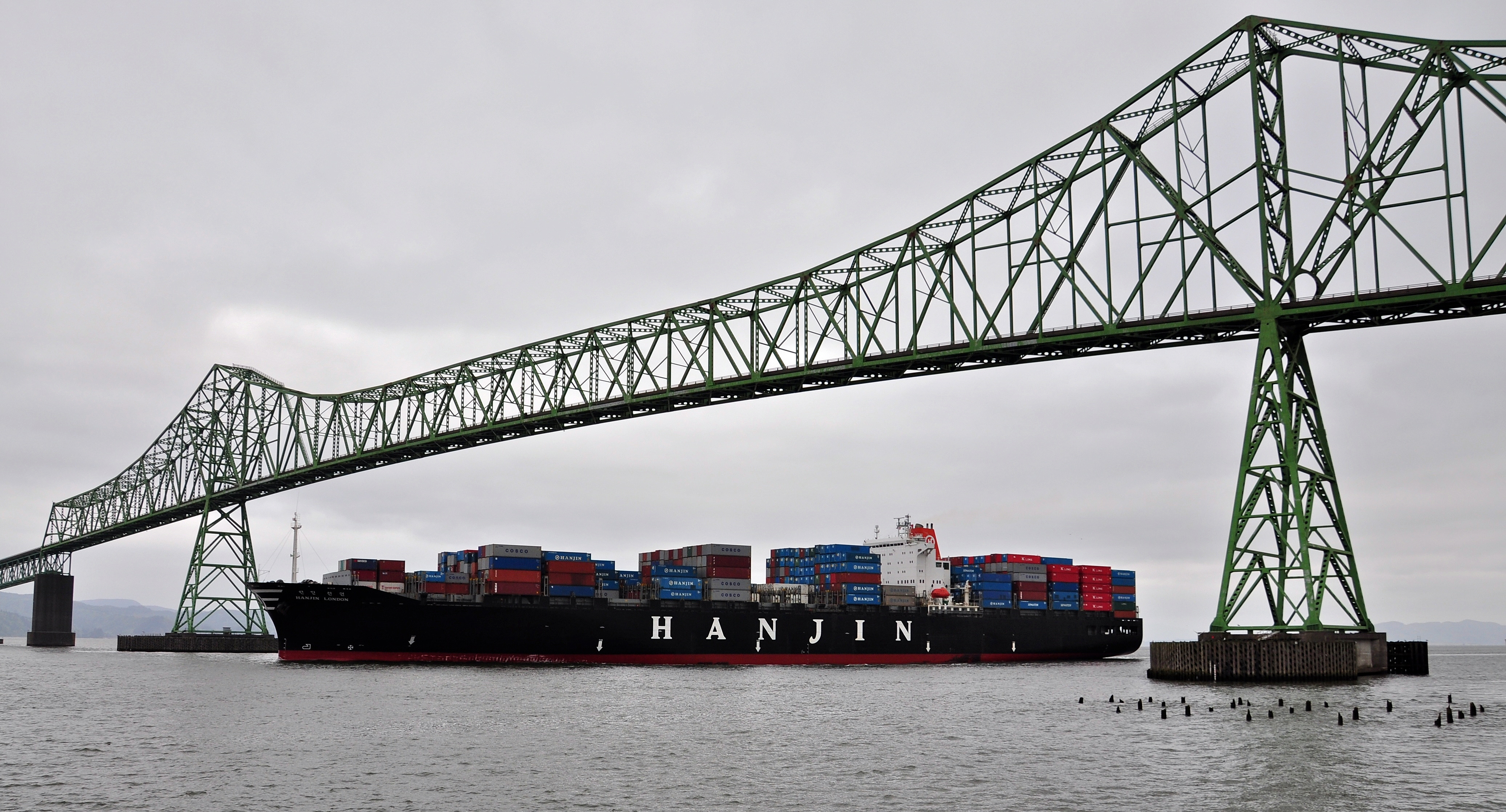
Der Containerfrachter Hanjin London unter der Astoria Bridge

Die Zufahrt zur Brücke zweigt in Astoria etwa 360 m westlich der Brücke von der Hauptstraße in nördlicher Richtung ab und beschreibt dann eine 270° Links-Kurve, anfangs auf einer Rampe, dann auf einer 562 m (1845 ft) langen Hangbrücke aus Stahlbeton, um oberhalb der Hauptstraße entlang eines Berghangs weiter anzusteigen. Eine weitere Kurve zum Fluss hin vollendet den 360° Kreis und führt über einen 94,5 m langen Fachwerkträger auf die eigentliche Brücke.
Die Fachwerkkonstruktion der Hauptbrücke hat das Aussehen einer Auslegerbrücke, ist aber mit 751 m (2464 ft) der längste Durchlaufträger Nordamerikas. Er wird von zwei stählernen Gerüstpfeilern beiderseits der Hauptöffnung und je einem Betonpfeiler an seinen beiden Enden getragen. Der Pfeilerachsabstand der Hauptöffnung beträgt 375,5 m (1232 ft), derjenige der Seitenöffnungen je 187,8 m (616 ft). Die Gerüstpfeiler stehen auf Betonfundamenten, die durch Schiffsabweiser in Form wabenförmig strukturierter Spundwände im Abstand von 4 bis 6 m vor den Fundamenten vor Kollisionen durch Schiffe geschützt werden.
Vier Brückenfelder mit untenliegenden Fachwerkträgern und Pfeilerachsabständen von 108,2 m (355 ft) sowie vier Plattenbalkenfelder aus Beton mit Pfeilerachsabständen von 45,7 m (150 ft) bilden die Gefällstrecke, an die sich die 140 jeweils 24,4 m (80 ft) langen Plattenbalkenfelder des niedrigen Brückenteils über das seichtere Wasser anschließen.
Der Anstieg im Norden erfolgt über 8 jeweils 45,7 m (150 ft) lange Betonfelder, die anschließenden 7 Fachwerkträger haben Pfeilerachsabstände von 106,7 m (350 ft). Eine 45,7 m (150 ft) lange stählerne Balkenbrücke bildet den Abschluss.